# Matobosaurus
Genre
Matobosaurus est un genre de sauriens de la famille des Gerrhosauridae.

## Répartition
Les deux espèces de ce genre se rencontrent en Afrique australe.

## Liste des espèces
Selon The Reptile Database (9 septembre 2014) :
- Matobosaurus maltzahni (De Grys, 1938)
- Matobosaurus validus (Smith, 1849)

## Publication originale
- Bates, Tolley, Edwards, Davids, Silva & Branch, 2013 : « A molecular phylogeny of the African plated lizards, genus Gerrhosaurus Wiegmann, 1828 (Squamata: Gerrhosauridae), with the description of two new genera ». Zootaxa, no 3750 (5), p. 465–493.